# 摩根維爾 (堪薩斯州)
摩根維爾（英語：Morganville）是一個位於美國堪薩斯州克萊縣的城市。

## 地方資料
根據2020年美國人口普查的數據，摩根維爾的面積為0.89平方千米，當中陸地面積為0.88平方千米，而水域面積為0.01平方千米。當地共有人口180人，而人口密度為每平方千米202.25人。